# Operation Michigan
Die Operation Michigan, in Somalia Isniintii Dhiiga genannt  (Verdammter/Blutiger Montag), war eine militärische Auseinandersetzung während des somalischen Bürgerkrieges am 12. Juli 1993.
Die Operation wurde nach der Verabschiedung der Resolution 837 im Rahmen der UN-Friedensmission UNOSOM II von US-amerikanischen Streitkräften im Auftrag der UN durchgeführt.

## Hintergrund
Einen Tag nach dem Angriff auf pakistanische UN-Friedenstruppen am 5. Juni 1993, bei dem diese in einen Hinterhalt gelockt wurden, verabschiedete der UN-Sicherheitsrat die Resolution 837. Darin forderte er die Gefangennahme derer, die für den Tod von 25 pakistanischen UN-Soldaten und insgesamt 62 Verletzte verantwortlich waren. Die UN gingen davon aus, dass die Somalische Nationale Allianz (SNA) für den Angriff verantwortlich war. Spätere Untersuchungen bestätigten eine sehr hohe Wahrscheinlichkeit der Planung und Beteiligung der SNA.
Es war bekannt, dass in der Villa des Warlords Abdi Hasan Awale Qeybdiid im Süden Mogadischus regelmäßig Treffen der SNA stattfanden. Die Villa wurde als Angriffsziel gewählt, da sie sich zum Zentrum für die Planung verschiedener bewaffneter somalischer Operationen, Hinterhalte, Angriffe auf den Hafen sowie verschiedene UN-Einrichtungen entwickelt hatte. Am 7. Juli 1993 wurde mit der konkreten Planung des Angriffs begonnen.

## Verlauf der Operation
Nachdem CIA-Quellen ein geplantes Treffen der SNA am 12. Juli 1993 in der Villa bestätigt hatten und das Gelände sowie die Bewegungen verschiedener SNA-Mitglieder und ihres Führers Mohammed Farah Aidid zuvor von Angehörigen des 1st Special Forces Command aufgeklärt waren, starteten am 12. Juli 1993 insgesamt 17 Hubschrauber vom Flughafen Mogadischu und begannen mit dem Angriff auf die Villa. Sechs Bell AH-1 (Cobra) sowie vier Bell OH-58 (Kiowa) feuerten um 10:18 Uhr zunächst 16 Panzerabwehrraketen vom Typ BGM-71 TOW sowie etwa 2200 Schuss Kaliber 20 × 102 mm aus den Gatling-Maschinenkanonen der Cobras in das Gebäude. Danach wurden CS-Gas-Granaten abgeworfen, um Schaulustige zu vertreiben, und um 10:23 Uhr 53 Soldaten durch drei Sikorsky UH-60 (Blackhawk) am Boden abgesetzt. Die Bodentruppen umzingelten zunächst das Haus und drangen dann ein, um Widerstand zu zerschlagen, Überlebende gefangen zu nehmen und Dokumente und Informationen zu sichern. Um 10:35 Uhr war die Operation beendet. Es wurden zwei Überlebende gefangen genommen.

## Folgen
Insgesamt starben in der nur insgesamt 17 Minuten dauernden Operation eine nicht genau zu ermittelnde Zahl Somalier, die auf etwa 70 geschätzt wird. Darunter waren Mitglieder der SNA, aber auch Zivilisten. Nach dem Angriff wurden am selben Tag zwei kenianische, ein britischer sowie ein deutscher Journalist, die dort für Reuters und  Associated Press anwesend waren, durch aufständische Somalis angeschossen, mit Messern verletzt und dann zu Tode geprügelt und verstümmelt. Ein weiterer Journalist konnte verletzt entkommen. Daraufhin zogen sich bis zum 17. Juli 1993 die meisten westlichen Nachrichtenagenturen vollständig aus Somalia zurück, was später dazu führte, dass es zur Schlacht von Mogadischu keine Medienberichte gab.
Der Angriff sollte Aidids Machtbasis zerstören, führte aber stattdessen zu größerer Unterstützung für ihn. Die bisherige Unterstützung von Teilen der somalischen Bevölkerung für die UN-Friedenstruppen schwand fast komplett und führte, auf den Angriff folgend, zu täglichen Angriffen gegen UN-Truppen sowie deren Stellungen und später zur Schlacht von Mogadischu.

## Verluste
Genaue Verluste auf somalischer Seite sind unbekannt. Man geht heute von etwa 70 Toten und etwa 200 Verletzten aus. UN-Beamte nannten zunächst sieben, später 13 und dann 20 Tote. Das Internationale Komitee vom Roten Kreuz nannte 54 Tote und 161 Verletzte, die allerdings nur in zwei Krankenhäusern gezählt wurden. Weitere Opfer könnten zu diesem Zeitpunkt bereits anderweitig versorgt oder bestattet worden sein. Die SNA benannte 73 Tote namentlich und weitere 200 Verletzte. Die italienische Presse berichtete von 70, die irische von 80 Toten. Mark Bowden geht von etwa 70 Toten aus, was auch der ehemalige Botschafter und damalige US-Sondergesandte in Somalia Robert B. Oakley bestätigte.